# Liane Augustin

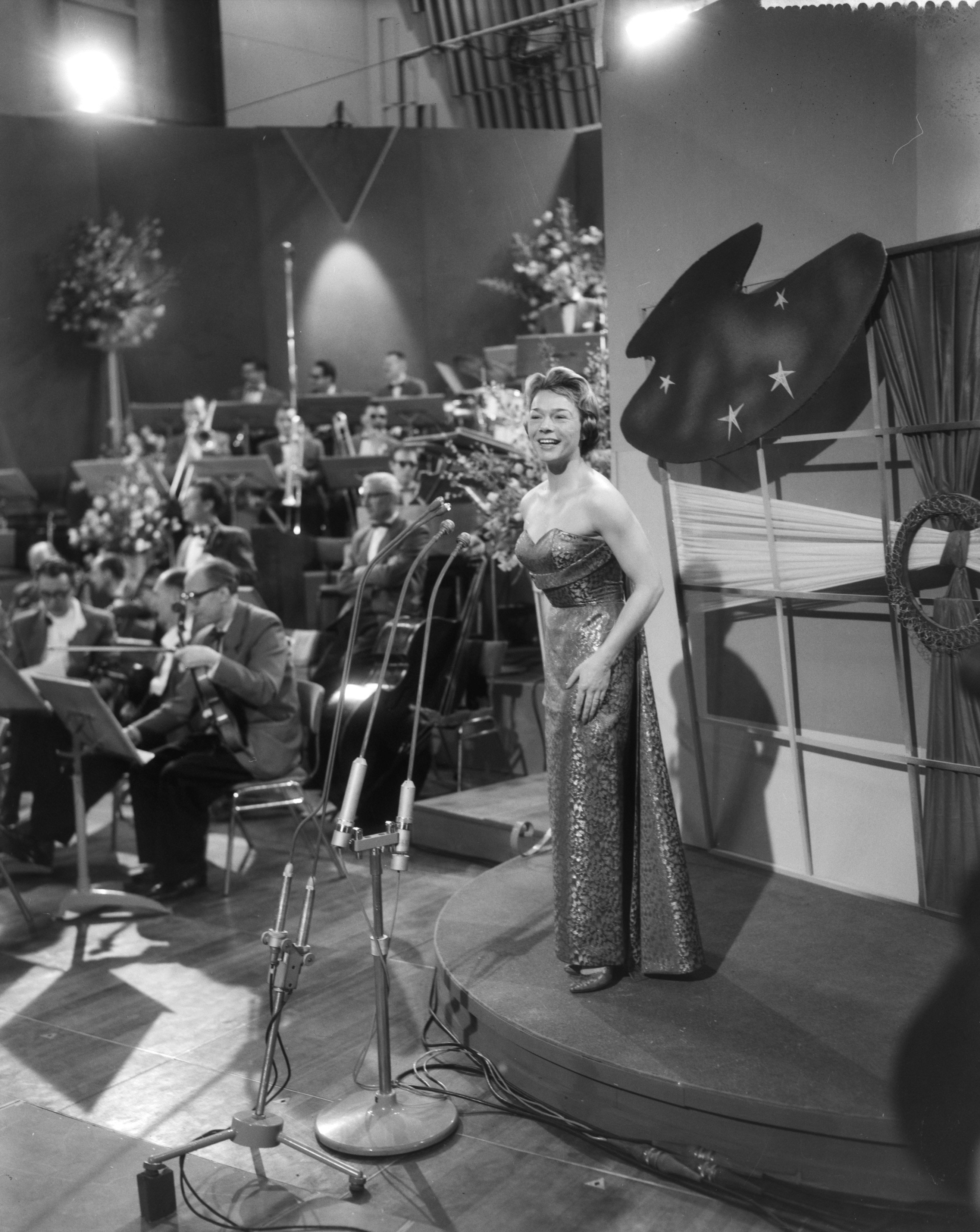
Liane Augustin beim Eurovision Song Contest 1958

Liane Augustin (* 18. November 1927 in Berlin; † 30. April 1978 in Wien) war eine österreichische Sängerin, Diseuse, Schauspielerin und Synchronsprecherin.

## Werdegang
Liane Augustin wurde am 18. November 1927 als zweite Tochter des Wiener Schauspielers Karl Augustin in Berlin geboren. Die Mutter, eine Konzertsängerin, stammte aus Frankfurt am Main. Die ständigen Bombenangriffe auf Berlin und eine berufliche Neuorientierung des Vaters veranlassten die Familie 1944, in die Heimat des Vaters, nach Wien, zurückzukehren. Die 16-jährige Liane schwärmte wie viele Backfische jener Zeit für die quirlige Ilse Werner, die sich in den Kriegsjahren das Film- und Schlagerpublikum singend und pfeifend erobert hatte. Liane fand immer mehr Gefallen daran, deren Erfolgstitel nachzusingen und zu pfeifen, und wurde so inspiriert, dass sie ernsthaft daran dachte, den Beruf der Sängerin zu ergreifen. Ihre Eltern ermöglichten ihr zuerst Gesangsunterricht, später ein entsprechendes Studium.
Neben ersten bescheidenen Rundfunktätigkeiten nahm sie 1946 ein Engagement in einem amerikanischen Soldatenclub an. Dabei war ihr ihre Sprachbegabung eine enorme Hilfe. Sie hatte bereits in diesen frühen Jahren die Fähigkeit, ihr Repertoire in Deutsch, Französisch, Englisch, Italienisch, Ungarisch und Schwedisch singen zu können.
In der zentral gelegenen Bohème-Bar, in der Nähe des Stephansdoms, fand Augustin ein zufriedenstellendes künstlerisches Zuhause und drei Musiker, die sie fortan durch ihr musikalisches Leben begleiten sollten: Das Bohème-Bar-Trio setzte sich zusammen aus Michael Danzinger (Klavier), László Gatti (Gitarre) und Willy Fantel (Akkordeon und Bass). Manchmal wurde Michael Danzinger, der selbst eine beachtliche Solokarriere vorzuweisen hatte, durch Herbert Seiter am Klavier ersetzt. Die Sängerin und ihr Trio wurden schnell zu einer lokalen Größe, und Augustin erhielt 1949 ihren ersten Schallplattenvertrag, zunächst für einige Nummern beim Label Odeon, später dann dauerhaft bei Elite Special/Austroton. Der Österreichische Rundfunk, der sie bisher mit kleineren Aufgaben betraut hatte, stellte Augustin ab 1951 richtig heraus. Eigene Rundfunksendungen beim ORF machten sie weit über Wien hinaus berühmt. Ihre unverkennbare Stimme, in den Tiefen leicht guttural, verfügte über eine ebenso heitere wie verletzliche, laszive oder sentimentale Note und wurde zum Markenzeichen.
Der amerikanische Produzent Seymour Salomon genoss bei einem Besuch in der Bohème Bar Liane Augustins Programm und bat der Künstlerin in der Folge einen Vertrag, der den weltweiten Vertrieb ihrer Schallplatten garantierte. 1952 erschien die erste Langspielplatte von Augustin bei Vanguard Records in den USA. Orient-Express gab den Stil der insgesamt 16 Alben vor, die bis zum Anfang der 1960er Jahre erschienen. Die Sängerin präsentierte gehobene Wiener Lieder, deutsche und internationale Evergreens, mal begleitet vom „Bohème-Bar-Trio“, mal mit großem Orchester. Die einzelnen Gesangsnummern wurden stets durch eine musikalische Überleitung, kleine kunstvolle Piecen, miteinander verbunden.
Auch der österreichische Film kam an der eleganten Erscheinung Liane Augustins nicht vorbei, in sechs Streifen war sie, vornehmlich als Diseuse, zu sehen. 1953 heiratete Liane Augustin den wohlhabenden Geschäftsmann Gabriel Kenézy, der eigens für sie die Wiener Eden Bar kaufte und seine Frau zur „Grande Dame“ dieses Hauses machte, in dem sich ein gehobenes, internationales Publikum die Klinke in die Hand gab. Tochter Jenny sollte das Eheglück komplettieren. Die Ehe wurde später geschieden, das private Glück war nicht von Dauer.
In den Rundfunkhitparaden reüssierte die Künstlerin vor allem mit Coverversionen amerikanischer Hits. In Wien wurde 1956 die Dreigroschenoper von Kurt Weill und Bertolt Brecht mit Liane Augustin, Helge Rosvaenge und Rosette Anday eingespielt, Augustin übernah, die Rolle der Polly Peachum. Das Album wurde mit dem Grand Prix du Disque ausgezeichnet.
Zu Weihnachten 1958 überlebte die Künstlerin nur knapp eine Flugzeugkatastrophe, als die Super Constellation der Air France, in der sie saß, beim Landeanflug auf den Flughafen Wien mit dem Gelände kollidierte und in Flammen aufging (siehe: Air-France-Flug 703).
1961 trat Liane Augustin mit großem Erfolg in der New Yorker Town Hall auf, und die Wiener Laterne in der 79. Straße in Manhattan war während ihres Gastspiels stets ausverkauft. In jenen Jahren erreichte auch die kontinuierliche Zusammenarbeit mit Robert Stolz ihren Höhepunkt. Im Großen Sendesaal des Wiener Funkhauses mit dem Großen Wiener Rundfunkorchester unter der Leitung von Stolz wurden etliche Titel eingespielt, die die internationale Klasse der Diseuse Augustin nachhaltig bestätigen. 1964 zählte Liane Augustin zum Interpretenaufgebot der Deutschen Schlager-Festspiele, scheiterte jedoch in der Vorrunde und erreichte das Finale nicht.
Zahlreiche Auslandstourneen führten die Sängerin mehrfach um den Globus. Ein neues privates Glück veranlasste sie, ihre Zelte vorübergehend in Skandinavien aufzuschlagen, doch sie kehrte bald nach Wien zurück. Mitte der 1970er Jahre wurden die Foren, an denen Liane Augustin ihre Art Musik vortragen konnte, immer geringer. Sie fand für einige Zeit ihr Auskommen als Sängerin auf dem Luxusdampfer Bremen.
Nach einer Unterleibsoperation im Krankenhaus der Barmherzigen Brüder in Wien traten starke Blutungen auf, die nicht mehr zu stoppen waren. Liane Augustin starb am 30. April 1978, plötzlich und unerwartet, im 51. Lebensjahr. Bei der Trauerfeier in der Feuerhalle Simmering sagte der Schauspieler Fritz Muliar: „Das ist der Anfang vom Ende einer Epoche“. Die amerikanische Kritikerin Stephanie L. Stein empfahl im Hinblick auf das hinterlassene Gesamtwerk der Sängerin: „… if you don’t know the bittersweet world of Liane, it is high time you investigate it.“ Liane Augustin wurde auf dem Wiener Zentralfriedhof im Familiengrab (Gruppe 157, Reihe 5, Nummer 15) beigesetzt.
2008 wurde in Wien-Neubau (7. Bezirk) der Augustinplatz nach ihr benannt, wobei sich die Benennung auch auf den Bänkelsänger Marx Augustin (1643–1685) bezieht.

## Teilnahme am Eurovision Song Contest
1958 wurde Liane Augustin vom ORF ausgewählt, Österreich beim Eurovision Song Contest in Hilversum zu vertreten. Mit dem von Günther Leopold und Kurt Werner geschriebenen Lied Die ganze Welt braucht Liebe landete sie im Mittelfeld: sie erreichte den fünften Platz unter zehn Teilnehmern mit acht Punkten. Der Titel wurde nie von ihr auf Schallplatte aufgenommen und dementsprechend auch nicht kommerziell veröffentlicht.

## Diskografie

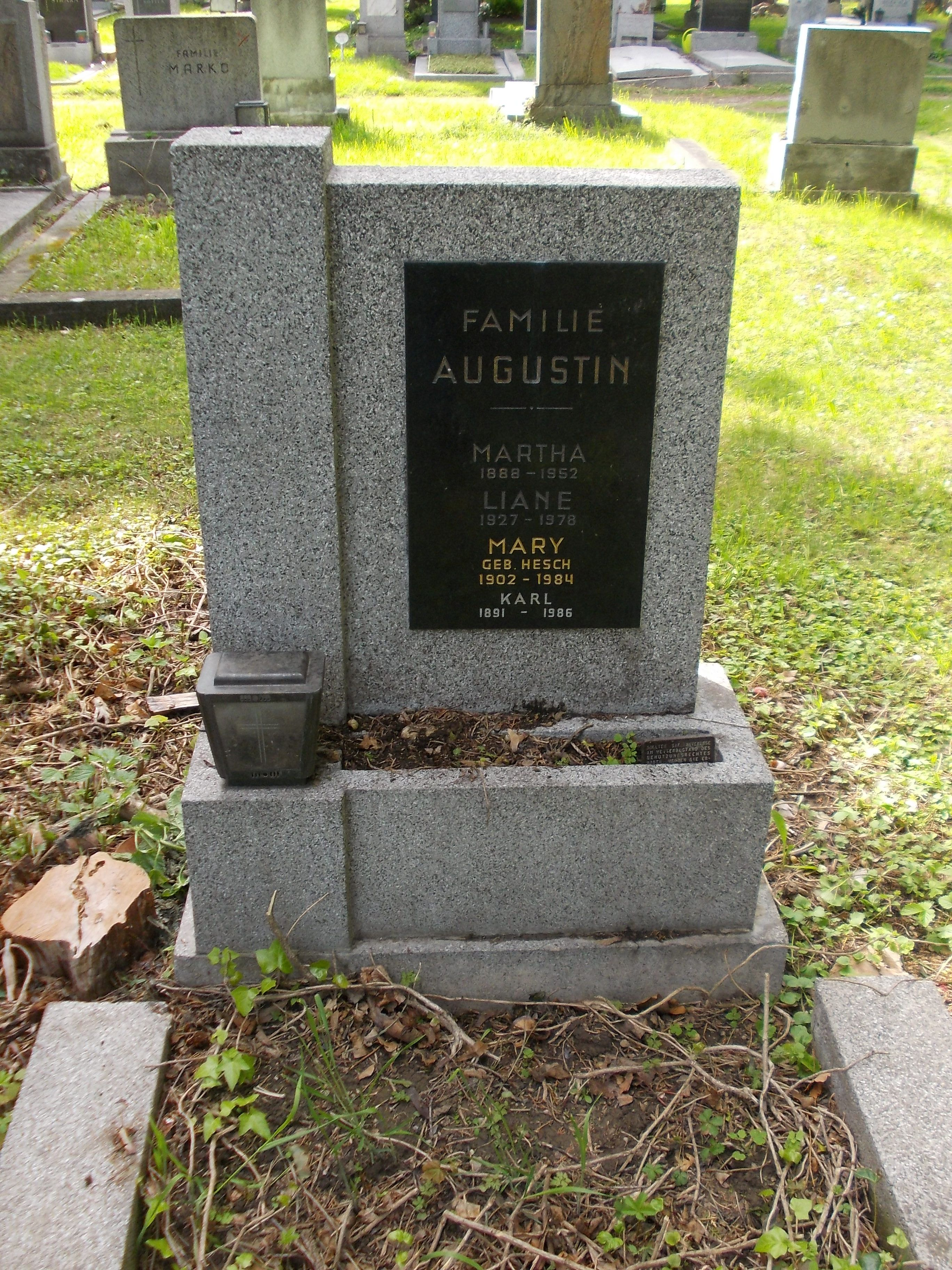
Grabstätte von Liane Augustin

### Alben
LPs
- 1952: Orient-Express
- 1953: The Bohème Bar
- 1953: A Continental Cocktail
- 1954: Café Continental
- 1955: Glowing Embers
- 1955: Berlin Cabaret Songs
- 1956: Vienna Midnight
- 1956: Rendezvous avec Liane
- 1956: Paris Midnight
- 1956: Die Dreigroschenoper
- 1957: Embraceable you (Liane sings George Gershwin)
- 1957: Winter Wonderland
- 1957: Vienna by Night
- 1958: Paris After Midnight
- 1959: Night and Day (Songs of Cole Porter)
- 1962: April in Paris

CDs
- 2002: Liane Augustin singt Robert Stolz

### Singles
- 1950: Nachts ruft ein Lied
- 1950: Meine Augen sagen ja
- 1951: Es wird ja alles wieder gut
- 1952: Schenk’ mir Dein Herz
- 1953: April in Portugal
- 1956: Lass die Welt darüber reden
- 1957: Ich sage Dir adieu
- 1957: Deine Liebe
- 1964: Da hilft kein Rosenstrauß (Deutsche Schlager-Festspiele 1964, Vorrunde)

## Filmografie
- 1953: Fiakermilli – Liebling von Wien (Die Fiakermilli)
- 1953: Lavendel – eine ganz unmoralische Geschichte (Lavendel)
- 1954: Der rote Prinz
- 1956: …und wer küßt mich? (Ein Herz und eine Seele)
- 1956: Liebe, die den Kopf verliert
- 1956: Bademeister Spargel
- 1962: Licht auf der Piazza

## Preise
- 1957: Grand Prix du Disque der Akademie Charles Cros für die Teilnahme an der Produktion Die Dreigroschenoper als Polly Peachum